# Sherri Stoner
Sherri Lynn Stoner (nacida el 16 de julio de 1959) es una actriz, animadora y escritora estadounidense. También prestó su voz a Slappy en la serie de televisión infantil Animaniacs y su reactivación.

## Biografía
Ha trabajado extensamente en animación. Fue escritora y productora de programas animados de la década de 1990 como Tiny Toon Adventures y Animaniacs. Probablemente es más conocida por Animaniacs, para la que creó y prestó su voz a Slappy Squirrel, una ardilla de dibujos animados jubilada y gruñona. En 2023 repitió el papel de Slappy Squirrel para el episodio final del renacimiento de Animaniacs. Vive y trabaja en Los Ángeles.
Ella coescribió (con Deanna Oliver) Casper de Universal y formó parte del equipo de redacción de la reposición de 1996 de un animado Casper the Friendly Ghost, también conocido como The Spooktacular New Adventures of Casper. Stoner y Oliver escribieron la película de Disney, My Favourite Martian, basada en la serie de televisión original de los años 60.
Stoner sirvió como modelo de referencia de animación para Ariel en La sirenita de Disney, y para Bella en La bella y la bestia. Ariel se muerde el labio inferior con frecuencia, y este fue un gesto de Stoner que fue adaptado por los animadores.
El trabajo televisivo de acción en vivo de Stoner incluye un papel recurrente como Rachel Brown Oleson en la novena temporada de Little House on the Prairie, y apariciones en Murder, She Wrote y Knots Landing. Trabajó con Tom Ruegger como editora de historias en Los 7E de Disney.
En la pantalla grande, Stoner actuó junto a Wendy O. Williams en la película de culto de 1986 Reform School Girls. También fue miembro de la compañía de improvisación The Groundlings en Los Ángeles.